# Konkouré (fleuve)
Ne doit pas être confondu avec Konkouré (ville).
Le Konkouré est un fleuve de Guinée. Il est le principal fleuve côtier de la Guinée maritime. Il est souvent appelé Bramaya dans les publications anciennes.

## Géographie
Il prend sa source dans le massif du Fouta Djallon, près de la ville de Konkouré.  L'un de ses affluents est le Kokoulo. Après un parcours de 303 km, le fleuve se jette dans la baie de Sangaréya (océan Atlantique), au nord de Conakry.

## Production électrique
Le Konkouré fait l'objet d'un programme d'aménagement incluant la construction de barrages hydro-électriques à Garafiri, Kaléta, Souapiti et Amaria.

### Le barrage de Garafiri
Inauguré en 1999, le barrage de Garafiri retient un milliard et 300 millions de mètres cubes d'eau dans un lac de 91 km2 et sa centrale hydro-électrique est équipée de trois groupes pouvant fournir 80 MW.  Depuis sa mise en route, l'usine fournit en moyenne l'énergie prévue, soit 270 GWh par an, mais cela ne suffit pas cependant à alimenter la seule capitale.

### Le barrage de Kaléta
À la suite des études de faisabilité financées par l'Organisation pour la mise en valeur du fleuve Sénégal, la première pierre du barrage de Kaléta a été posée le 4 avril 2012 et la durée annoncée de sa construction est de cinq ans.  Son lac de 2,82 km2 retiendra 23 millions de mètres cubes d'eau.  Sa centrale hydro-électrique devrait produire environ 240 MW et être connectée aux réseaux électriques de Guinée mais aussi de la Gambie, de la Guinée-Bissau et du Sénégal.